# Владимир Крамник
Владимир Крàмник е руски шахматист, бивш световен шампион по класически шахмат. Той е 10-ият по ред сред елитната група шахматисти, достигали някога коефициент ЕЛО над 2800 т.

## Шахматна биография
Роден е на 25 юни 1975 г. в Туапсе – град на брега на Черно море. С шахмат започва да се занимава от 5-годишен. На популярната игра го научава неговият баща, по професия художник. На 7 години получава първия си разряд по шахмат, а на 10 става шампион на родния си град. На 11 е кандидат майстор на спорта, а на 13 майстор на спорта. През 1987 – 1988 година учи в школата по шахмат на Михаил Ботвиник – същата, в която е учил и тогавашният световен шампион Гари Каспаров, който също допринася за растежа на Крамник. По-късно отношенията им се обтягат. Международен гросмайстор от 1991 г. Световен шампион за юношеска възраст 16 – 18 години. Заема второ място на шампионата на Русия (1990), шампион СССР при младите майстори (1991), световен шампион при юношите до 18-годишна възраст (1991). Победител от световните шахматни олимпиади (1992, 1994, 1996) в състава на сборния отбор на Русия. Участва в състезанието на претендентите за световното първенство (от 1993). Победител в редица големи международни турнири и мачове от 1990 до 2010 г. 
През 2000 г. Крамник поставя рекорд като печели 86 партии на класическа времева контрола подред. 
През 2019 г. обявява, че повече няма да се състезава и слага край на кариерата си . За последен път фигурира в месечната класация на ФИДЕ през януари 2020 г. 

## Световен шампион по класически шахмат
През 2000 г. побеждава Гари Каспаров в Лондон с 8,5:6,5 в мач на Професионалната шахматна асоциация (ПША) до 16 партии и според участниците и мнозина наблюдатели това е мач за световното първенство, който прави Крамник световен шампион по шахмат. Световната федерация по шахмат (ФИДЕ) обаче не признава мача за такъв, тъй като е мероприятие на ПША, основана от Каспаров. Крамник отказва традиционния мач-реванш, но не е лишен от титлата и така остава световен шампион на ПША 6 години.
През 2004 г. играе мач за титлата срещу унгареца Петер Леко. Резултатът е равен 7:7 т. като по този начин Крамник запазва титлата си. 

## Световно първенство през 2006 г.
През 2006 г. по решение на Световната шахматна федерация Крамник играе с шампиона на ФИДЕ Веселин Топалов т.нар. обединителен мач за световната шахматна корона в Елиста, столица на република Калмикия, автономна област в бившия СССР. Мачът е съпътстван с редица скандали, най-известният от които е за честотата на посещения на тоалетната от Крамник, често последвани от силни ходове.
След скандалния мач и прибирането си в София, Топалов веднага иска реванш от Крамник. Той отказва, но според официалните правила на ФИДЕ е длъжен да приеме мач с всеки претендент за титлата, който има коефициент ЕЛО над 2700. ФИДЕ не насрочва мач реванш според правилата и не лишава Крамник от титлата заради отказа му да я защитава. До 2007 г. президентът на ФИДЕ, руският и калмикски политик Кирсан Илюмжинов, не взима никакво решение по този въпрос. Вместо това организира ново първенство, на което Топалов не е поканен.
Междувременно Топалов открито заявява, че Крамник е използвал непозволени средства и за нищо на света няма да се върне в Елиста. От щаба на Топалов твърдят, че разполагат с многобройни доказателства за измамите.

## Световно първенство през 2007 г.
През 2007 г. Крамник участва в световното първенство по шахмат, организирано от ФИДЕ в Мексико. В турнира участват осем шахматиста, като всеки играе по две партии с разменени цветове срещу всеки от останалите седем. Крамник дели 2-ро – 3-то място с Борис Гелфанд, но е класиран на второ място по допълнителни показатели. Така веднага получава правото да играе мач за световната титла с новия шампион Вишванатан Ананд през 2008 г. 

## Световно първенство през 2008 г.
Световното първенство през 2008 г. представлява мач между Крамник и Ананд, провел се в Бон, Германия. Ананд печели с 6,5:4,5 т. и запазва титлата си от първенството в Мексико.

## Световно първенство през 2011 г.
В мачовете на претендентите в Казан на четвъртфинала побеждава Теймур Раджабов с 6½:5½, а на полуфинала губи от Александър Гришчук с 4½:5½.

## Световно първенство през 2013 г.
За световно първенство по шахмат през 2013 г. се провежда турнир на претендентите в Лондон от 16 март до 1 април. В него взимат участие 8 шахматисти, които играят по два пъти един срещу друг с разменени фигури. При равенство на точките в класирането се отчита общия брой на победите в турнира. Така първи става Магнус Карлсен с 8,5 точки и 5 победи, а Владимир Крамник остава втори (8,5 т., 4 победи), следван от Левон Аронян (8 т.), Пьотр Свидлер (8), Борис Гелфанд (6,5), Александър Гришчук (6,5), Василий Иванчук (6) и Теймур Раджабов (4). 

## Световно първенство през 2014 г.
Турнирът на претендентите се провежда в Ханти-Мансийск, Русия. Крамник заема трето място, изпреварвайки по допълнителни показатели Шахрияр Мамедяров и Дмитрий Андрейкин.

## Световно първенство през 2018 г.
Последното му участие на световно първенство е през 2018 г. на турнира на претендентите в Берлин. Заема пето место сред осем участници.